# Apold
Apold (veraltet Trapold auch Apoldu; deutsch Trappold, siebenbürgisch-sächsisch Pult, ungarisch Apold) ist eine Gemeinde im Kreis Mureș in der Region Siebenbürgen in Rumänien.
Der Ort sollte nicht mit Apoldu de Sus (Großpold) bzw. Apoldu de Jos (Kleinpold) westlich von Hermannstadt verwechselt werden.

## Geographische Lage
Apold ist ein Dorf 15 km südöstlich von Sighișoara (Schäßburg) und Gemeindesitz der gleichnamigen Gemeinde mit den Dörfern Daia (Denndorf), Șaeș (Schaas) und Vulcan (Wolkendorf).
Im Ortszentrum des Dorfes Apold gibt es eine eindrucksvolle Kirchenburg. Apold hatte von 1898 bis 1965 einen eigenen Bahnhof an der Schmalspurbahn von Sighișoara nach Agnita (Agnetheln), der sogenannten Wusch.

## Kirchenburg in Apold

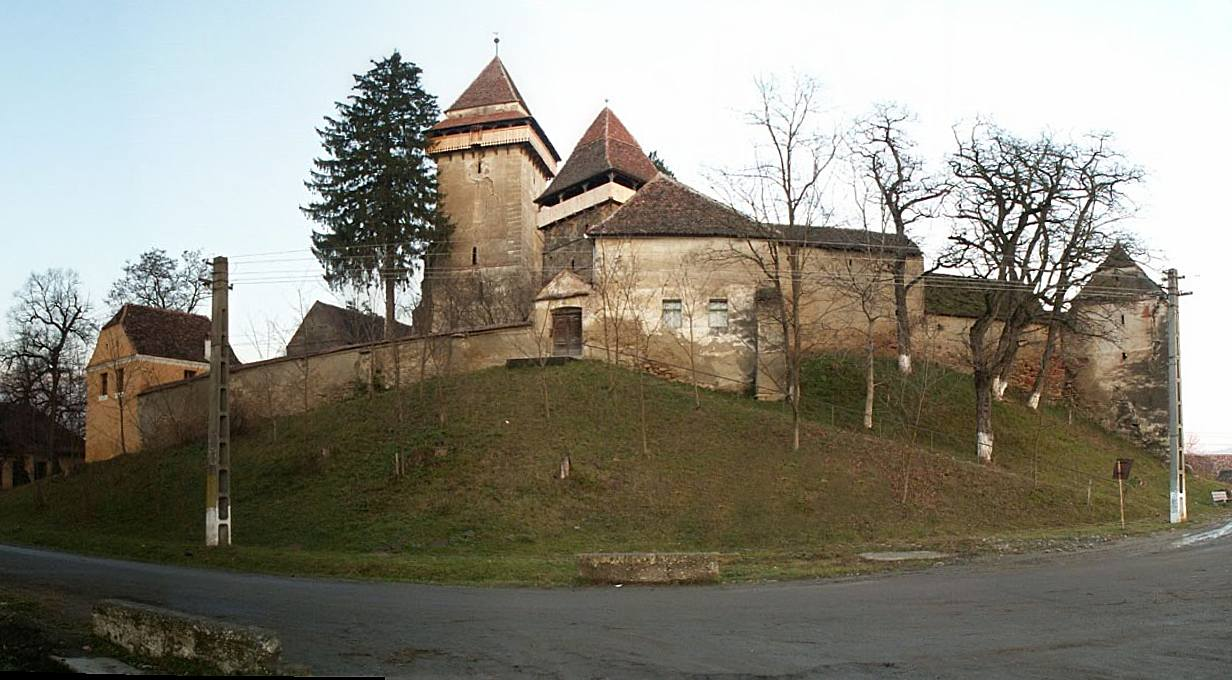
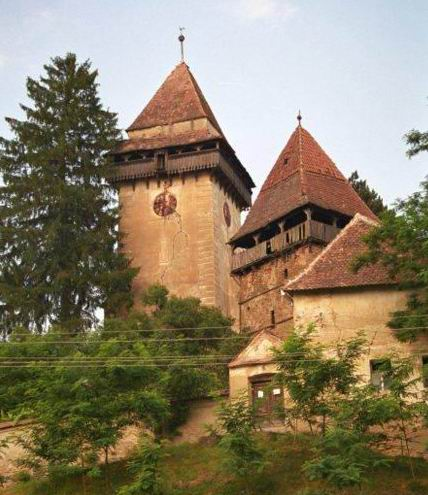
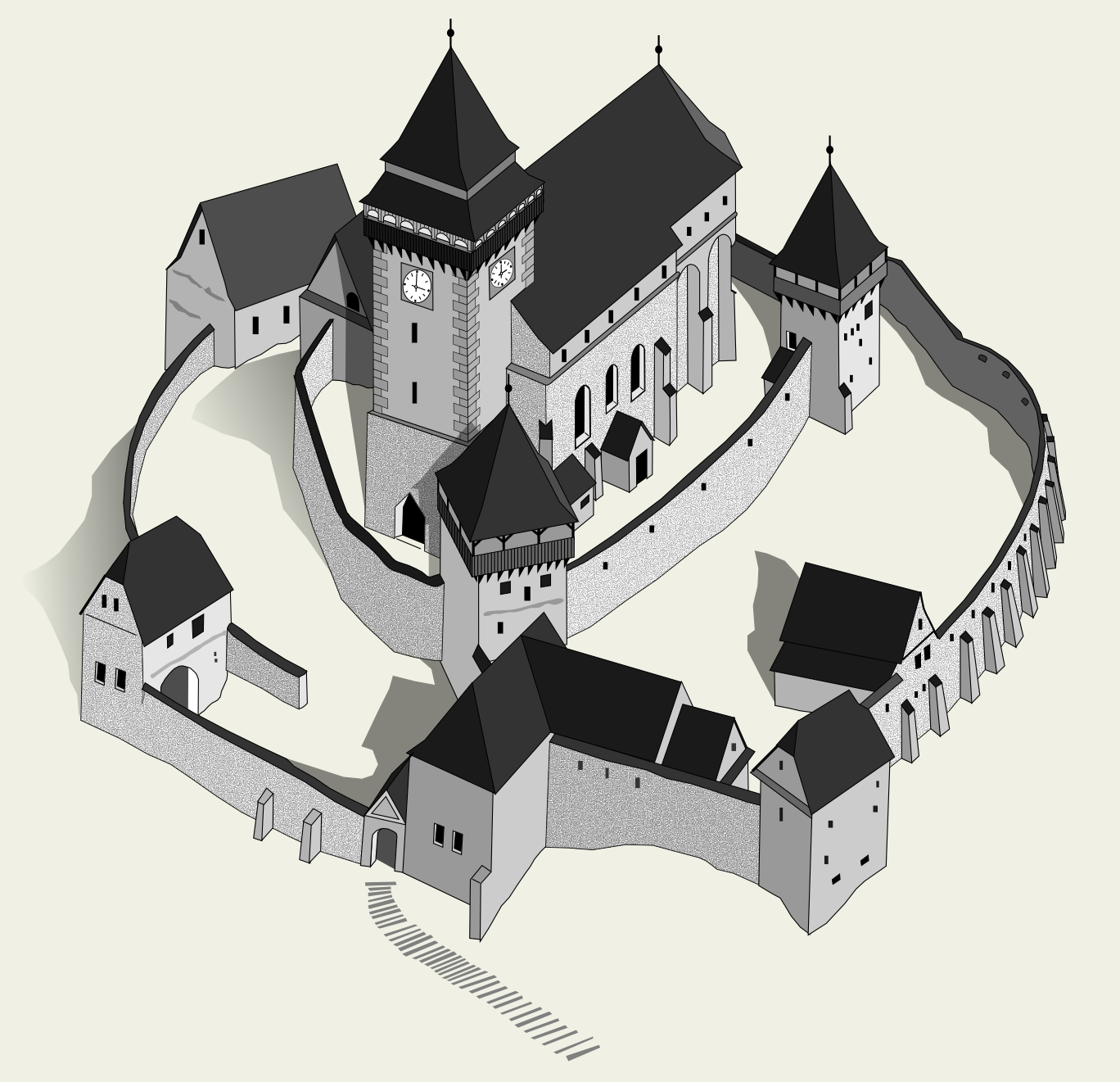

## Persönlichkeiten
- Michael Albert (1836–1893), Volksdichter[4]
- Andrei Moldovan (1885–1963, Detroit), rumänisch-orthodoxer Bischof (1950–1963)[5]